# Cratere Patricia
Patricia è  un cratere lunare. Il cratere è dedicato all'omonimo nome femminile inglese.